# Societat Asiàtica de Bangladesh
La Societat Asiàtica de Bangladesh es va constituir com a Societat Asiàtica de l'est de Pakistan a Dhaka el 1952, i es va canviar de nom el 1972. Ahmed Hasan Dani, un destacat historiador i arqueòleg del Pakistan va tenir un paper important en la fundació d'aquesta societat. Va ser ajudat per Muhammad Shahidullah, lingüista bengalí. La societat està ubicada a la localitat de Nimtali, a l'antiga Dhaka.

## Publicacions
Les publicacions de la societat inclouen:
- Banglapedia, l'Enciclopèdia Nacional de Bangladesh (edició 2, 2012)
- Enciclopèdia de Flora i Fauna de Bangladesh (2010, 28 volums)
- Enquesta cultural de Bangladesh, documentació de la història, la tradició i el patrimoni cultural del país (2008, 12 volums)
- Children Banglapedia, una versió de tres volums de Banglapedia per a nens
- Història de Bangladesh (1704-1971) (3 volums)
- Biografia en línia nacional; Publicació digital dels informes d'enquesta i assentament (1896-1927)
- Documents i història parlamentària
- Digestiu els informes i enquestes sobre els recursos minerals a Bangladesh
- Journal of the Asiatic Society of Bangladesh (Humanitats)
- Journal of the Asiatic Society of Bangladesh (Ciències)
- Societat asiàtica Patrika

## Llista de presidents
- Abdul Hamid (1952–53)
- Muhammad Shahidullah (1954)
- Professor Abdul Halim (1955)
- Muhammad Ibrahim (1956)
- Khan Bahadur Abdur Rahman Khan (1957–61)
- Professor Abdul Halim (1960–61)
- Muhammad Shahidullah (1962–64)
- Mohammad Enamul Haq (1965–66)
- Muhammad Shahidullah (1967)
- Justice Abdul Maudud (1968)
- Professor Abu B Mohamed Habibullah (1969–73)
- Syed Murtaza Ali (1974)
- Professor Abu B Mohamed Habibullah (1975)
- Kamruddin Ahmed (1976–78)
- Serajul Huq (1979)
- Mohammad Enamul Haq (1980)
- Khan Bahadur Abdul Hakim (1981)
- Professor Mafizullah Kabir (1982)
- A R Mallick (1983–85)
- AKM Zakaria (1986–87)
- Dr. Abdullah al-Muti Sharafuddin (1988–91)
- A K M Nurul Islam (1992–93)
- Sirajul Islam (1994–95)
- Wakil Ahmed (1996–97)
- M Harunur Rashid (1998–99)
- Professor Abdul Momin Chowdhury (2000-2003)
- Emajuddin Ahamed (2004-2007)
- Sirajul Islam (2008-2011)
- Professor Nazrul Islam (2012-2013)
- Amirul Islam Chowdhury (2014–present)